# Lara McDonnell
Lara McDonnell (ur. 7 listopada 2003 w Dublinie) – irlandzka aktorka, która wystąpiła m.in. w filmach Love, Rosie, Artemis Fowl i Belfast.

## Filmografia
| Rok  | Tytuł                                 | Rola                   | Uwagi              |
| ---- | ------------------------------------- | ---------------------- | ------------------ |
| 2014 | Love, Rosie                           | dziesięcioletnia Rosie | film               |
| 2016 | To Walk Invisible: The Brontë Sisters | młoda Anne             | film TV            |
| 2018 | The Delinquent Season                 | Alannah                | film               |
| 2020 | Artemis Fowl                          | Holly Short            | film               |
| 2021 | Belfast                               | Moira                  | film               |
| 2021 | Ballistic                             | Sarah                  | serial, 5 odcinków |
| 2022 | The Holiday                           | Lucy                   | miniserial, 4 odc. |
| 2022 | Ostatni autobus                       | Lucy                   | serial, 1 odc.     |
| 2023 | Greatest Days                         | młoda Rachel           | film               |